# Krüssau
Krüssau este o comună din landul Saxonia-Anhalt, Germania.